# 浜田駿吉
浜田 駿吉（はまだ しゅんきち、1910年（明治43年）10月19日 - 2009年（平成21年）12月7日）は、兵庫県神戸市生まれのフィールドホッケー選手、実業家。出身は同県の西淡町(現南あわじ市)。オーエム製作所の会長や大和紡績（現在のダイワボウホールディングス）の常務などを務めた。1933年慶應義塾大学経済学部卒業。。

## 来歴
中学校3年時より慶應義塾普通部へと転入、その後ホッケーを始め慶應義塾大学在籍時には日本代表へと選出された。1932年にはロサンゼルスオリンピックに代表選出されゴールキーパーとして出場、出場した3チーム中2位で銀メダルを獲得した。社会人となった1936年ベルリンオリンピックにも出場したが、予選リーグで敗退している。
2009年12月7日、東京都渋谷区の病院にて心不全で亡くなった。99歳。